# Varbla kommun
Varbla vald är en kommun i Estland.   Den ligger i landskapet Pärnumaa, i den västra delen av landet, 120 km söder om huvudstaden Tallinn.
Följande samhällen finns i Varbla vald:
- Varbla
- Saare
- Tõusi